# Свищёв, Георгий Петрович
Георгий Петрович Свищёв (1912—1999) — учёный и организатор авиационной науки, создатель ряда трудов по аэродинамике и авиационным двигателям. Академик АН СССР / РАН. Дважды Герой Социалистического Труда (1957 и 1982). Лауреат Ленинской премии (1976) и двух Сталинских премий (1946 и 1952).

## Биография
Родился 11 (24 декабря) 1912 года в Санкт-Петербурге. Отец — Пётр Иванович — был слесарем Путиловского завода, мама — Ксения Георгиевна — происходила из белорусских крестьян-бедняков. Отец рано умер. Из-за слабости здоровья мамы Георгий с 10 лет воспитывался в семье тёти.
Окончил Московский дирижаблестроительный институт (1935). Окончил Сокольническую музыкальную школу по классу фортепиано.
Работал в «Дирижаблестрое» (1935—1940), ЦАГИ (1940—1954), ЦИАМ (1954—1967  — директор института). В 1967—1989 годах — начальник, с 1989 года — почётный директор ЦАГИ. Затем советник президиума АН.
Первым в СССР в 1943 году разработал практически пригодный ламинарный профиль крыла.
Под редакцией Г. П. Свищёва в 1994 году издательством «Большая Российская энциклопедия» была издана энциклопедия «Авиация».
Умер 2 мая 1999 года. Похоронен в Москве на Троекуровском кладбище.
Труды в области механики, двигателестроения и самолётостроения. Основное направление научной деятельности — аэродинамика летательных аппаратов и их силовых установок, исследования перспектив развития авиатехники, координация научных исследований в области авиации.

Могила Свищёва на Троекуровском кладбище Москвы.

## Награды и звания
- дважды Герой Социалистического Труда (12.07.1957; 23.12.1982)
- три ордена Ленина (12.07.1957; 26.04.1971; 23.12.1982)
- орден Отечественной войны II степени (16.09.1945)
- два ордена Трудового Красного Знамени (22.12.1962; 17.09.1975)
- орден «Знак Почёта» (11.07.1943)
- медали
- член-корреспондент АН СССР (1 июля 1966 года; Отделение механики и процессов управления; механика)
- академик АН СССР (23 декабря 1976 года; механика)
- заслуженный деятель науки и техники РСФСР
- Ленинская премия (1976)
- Сталинская премия второй степени (1946) — за создание новых крыловых профилей для скоростных самолётов
- Сталинская премия второй степени (1952) — за разработку в области техники
- Государственная премия СССР (1968)
- Благодарность Президента Российской Федерации (16.11.1998)[4]
- Премия имени Н. Е. Жуковского
- Почётный гражданин города Жуковский[5].
- Почётный доктор МАТИ

## Память
- В 1986 году в Ленинграде установлен его бронзовый бюст[6]. Скульптор: Виленский Зиновий Моисеевич, архитектор: Виленская Мария Зиновьевна.
- Площадь в центре Жуковского (напротив Инженерного корпуса ЦАГИ) названа в честь академика Г. П. Свищёва.